# Fundoshi

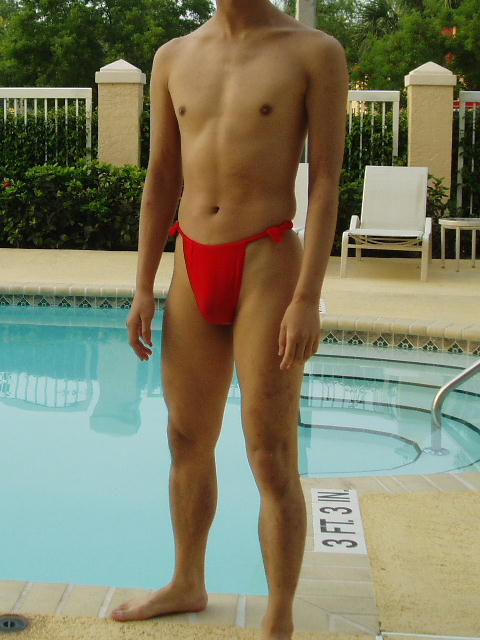
Un home amb un fundoshi vist de davant

El fundoshi (褌) és una faixa tradicional japonesa que porten els homes. Es produeix amb una tira de teixit d'amplada shaku (mesura tradicional japonesa que correspon a trenta-cinc centímetres) i de dos metres i quaranta centímetres de llarg, que s'envolta al voltant dels malucs i es torça a la part posterior semblant l'efecte d'una tanga.

## Usos

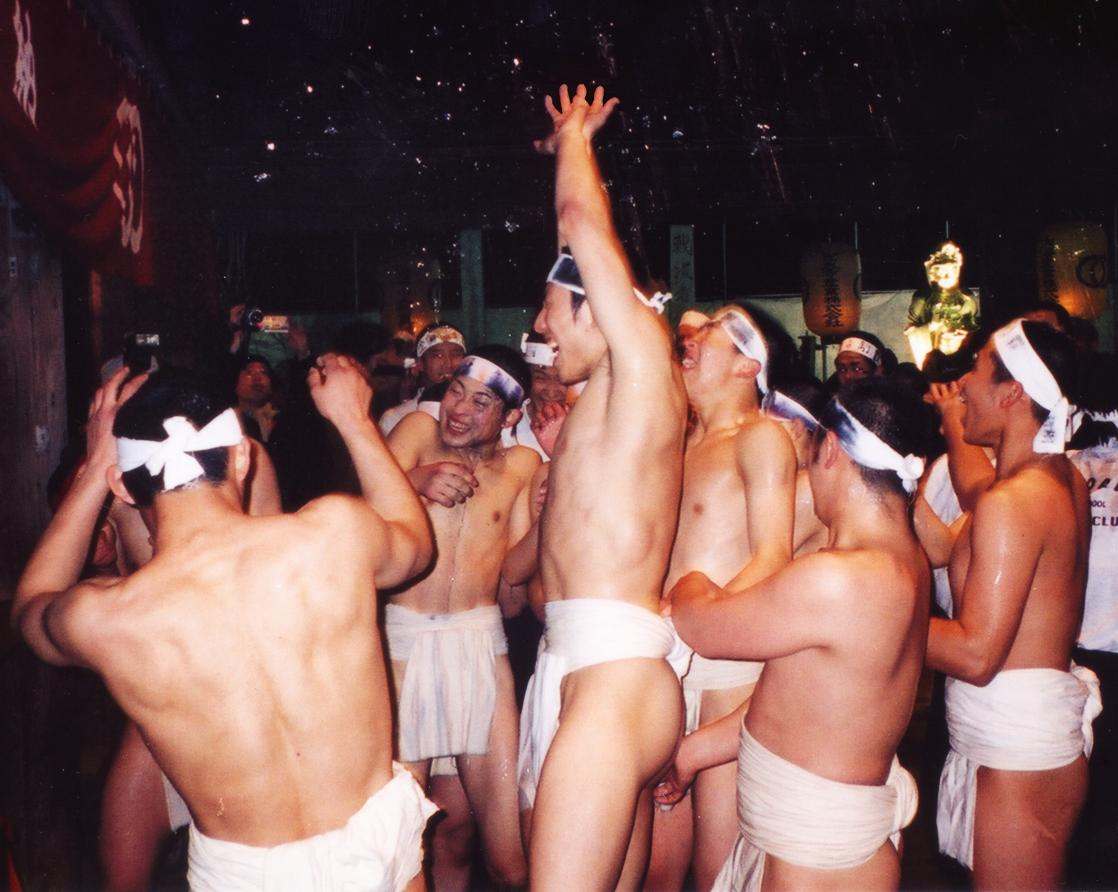
Participants que reben purificació per aigua al festival nu d'Okayama.

El samurai el portava sota armadura, combinat amb una camisa de shitagi. També hi ha altres maneres de portar el fundoshi, ja que la mal·leabilitat de la peça permet combinacions gairebé infinites.
Els fundoshi solen portar-se amb un hanten (una armilla curta de cotó) durant els festivals d'estiu per homes que porten santuari (mikoshi), durant els ritus xintoistes o durant el ritual Hadaka Matsuri.
El fundoshi també s'utilitza encara com a vestit de bany tradicional i com a peça esportiva tradicional en general, per exemple, es porta com a corretja. Fora del Japó, el fundoshi és conegut principalment pel grup de músics Kodō que el porten regularment.

## Estils

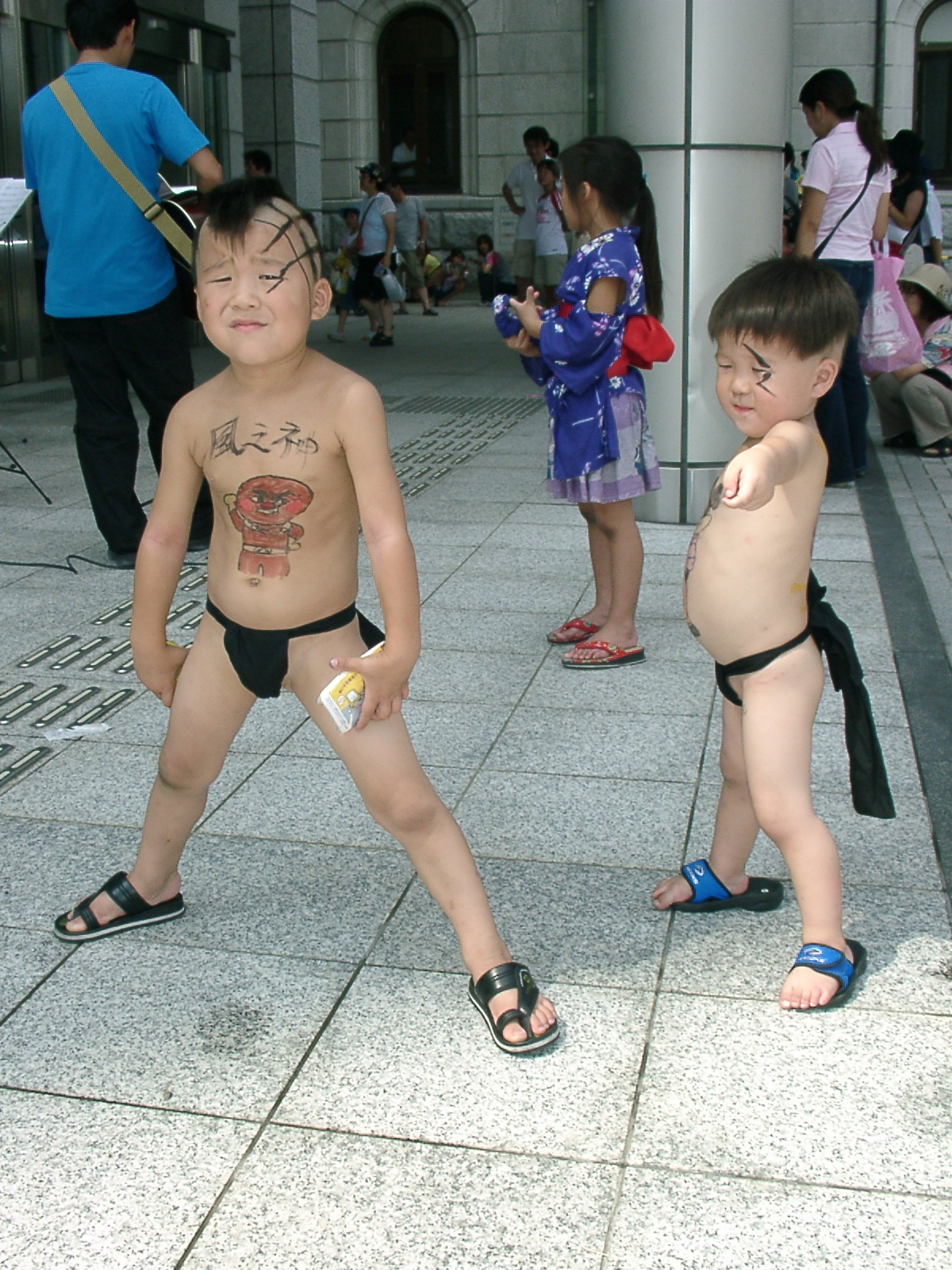
Nens que porten fundoshi en un festival

El fundoshi s'esmenta per primera vegada a l'obra d'història clàssica de Nihongi i s'ha representat en escultures haniwa. Aquesta peça era indispensable per a tots els japonesos, rics o pobres, aristòcrates o plebeus, fins a la Segona Guerra Mundial, quan l'americanització va popularitzar la roba interior.
El fundoshi té diversos estils bàsics. Un primer tipus de fundoshi no és molt adherent i es fabrica amb una tira de tela embolicada al voltant dels malucs assegurada a la part posterior amb un nus, que després es passa entre les cames i es col·loca al davant, on es penja com un davantal.
El segon tipus el porten persones més actives i és més còmode. Està format per una tira de teixit embolicada al voltant dels malucs que després es torna a la part del davant passant-la entre les cames i es torna a fixar a la part posterior, sense que per tant hi hagi un excés de tela. Aquest estil també s'utilitza per a la roba de bany masculina tradicional estàndard. Els nens que aprenien a nedar durant la dècada de 1960 al Japó havien de portar aquest tipus de fundoshi per ser extrets fàcilment de l'aigua per la tela del darrere en cas de perill.
El tercer estil, anomenat etchū fundoshi, que es creu que deriva d'una província imperial xinesa. Està format per un rectangle de tela amb un extrem menys ample que l'altre que té cintes. S'embolica al voltant dels malucs i es tira de l'esquena a la part davantera passant-la entre les cames i per sota de la part davantera del cinturó. La part sobrant també es deixa lliure en aquest cas com un davantal. Aquest tipus de fundoshi va ser utilitzat per les tropes japoneses durant els combats de la Segona Guerra Mundial i sovint era l'única peça de soldats en algunes zones amb clima tropical.